# Television Blong Vanuatu
Television Blong Vanuatu (« télévision de Vanuatu » en bichelamar) est l'unique chaîne de télévision terrestre existante au Vanuatu. Ses studios et son siège sont situés dans la capitale, Port-Vila. Elle est opérée par la Société de radiodiffusion et télévision du Vanuatu (SRTV), l'entreprise d'État de radio et télévision.

## Histoire de la chaîne
Television Blong Vanuatu est lancée en 1993 grâce à l'aide  financière et technique du Réseau France Outre-mer (RFO) et du Fonds pacifique. En 2006, elle reçoit une donation d’équipements et de caméras provenant de Canal France International.
Le 14 octobre 2010, l'ambassadrice de France au Vanuatu, Françoise Maylié, signe un accord avec la Société de radiodiffusion et télévision du Vanuatu (SRTV) pour étendre le signal de Television Blong Vanuatu, en parallèle avec celui de TV5 Monde, par l'installation de deux nouveaux émetteurs : un à Port-Vila et l'autre à Luganville.
Un partenariat est signé en août 2016 avec NCTV renommée depuis Caledonia, chaîne locale privée de l'archipel voisin de Nouvelle-Calédonie, pour partager des programmes et retransmettre des évènements communs sur les deux chaînes.

## Programmes
En 2010, Television Blong Vanuatu émettait six heures par jour en français et en anglais et 80 % de son temps d'antenne était constitué par la reprise du signal de Nouvelle-Calédonie La Première.
Dans les années 2020, l'essentiel (voir l'intégralité) du contenu produit par la chaîne elle-même est en bichelamar, la langue nationale pidgin.